# Stuttgart Super 9 1998 - Qualificazioni doppio
Le qualificazioni del doppio  allo Stuttgart Super 9 1998 sono state un torneo di tennis preliminare per accedere alla fase finale della manifestazione. I vincitori dell'ultimo turno sono entrati di diritto nel tabellone principale. In caso di ritiro di uno o più giocatori aventi diritto a questi sono subentrati i lucky loser, ossia i giocatori che hanno perso nell'ultimo turno ma che avevano una classifica più alta rispetto agli altri partecipanti che avevano comunque perso nel turno finale.
Le qualificazioni del doppio allo Stuttgart Super 9 1998 prevedevano 4 coppie partecipanti di cui una è entrata nel tabellone principale.

## Teste di serie
1. Marius Barnard /  Stephen Noteboom (primo turno)

1. Sander Groen /  Michael Kohlmann (ultimo turno)

## Qualificati
1. Joan Balcells  /   Devin Bowen

## Tabellone

### Legenda
| - Q = Qualificato - WC = Wild card - LL = Lucky loser | - ALT = Alternate - SE = Special Exempt - PR = Protected Ranking | - w/o = Walkover - r = Ritirato - d = Squalificato |

|  | Primo turno | Primo turno                     | Primo turno                   | Primo turno | Primo turno |  |  | Ultimo turno | Ultimo turno                  | Ultimo turno                  | Ultimo turno | Ultimo turno |  |
|  |             |                                 |                               |             |             |  |  |              |                               |                               |              |              |  |
|  |             | Joan Balcells Devin Bowen       | 6                             | 6           | 7           |  |  |              |                               |                               |              |              |  |
|  | 1           | Marius Barnard Stephen Noteboom | 7                             | 4           | 5           |  |  |              | Joan Balcells Devin Bowen     | Joan Balcells Devin Bowen     | 6            | 7            |  |
|  | 2           | Sander Groen Michael Kohlmann   | Sander Groen Michael Kohlmann | 6           | 6           |  |  | 2            | Sander Groen Michael Kohlmann | Sander Groen Michael Kohlmann | 3            | 6            |  |
|  |             | Boris Bachert Giunior Ghedina   | Boris Bachert Giunior Ghedina | 1           | 2           |  |  |              |                               |                               |              |              |  |